# Palaemonella rotumana
Palaemonella rotumana är en kräftdjursart som först beskrevs av Lancelot Alexander Borradaile 1898.  Palaemonella rotumana ingår i släktet Palaemonella och familjen Palaemonidae. Inga underarter finns listade i Catalogue of Life.